# Kuaizhou-1A
Le Kuaizhou-1A est un lanceur léger chinois utilisant une propulsion à propergol solide qui a été tiré pour la première fois le 25 septembre 2013 depuis la base de lancement de Jiuquan. Ce lanceur aurait été développé pour permettre des lancements avec un délai de réaction court. Il serait capable de placer en orbite héliosynchrone une charge utile pouvant aller jusqu'à 400 kg. La fusée dérive directement du missile balistique DF-21.

## Historique
Il n'existe pas d'information officielle sur l'historique du développement de Kuaizhou. Ce lanceur serait dérivé du missile balistique à moyenne portée  DF-21 construit par CASIC (China Aerospace Science & Industry Corporation). Une première version  de ce lanceur, baptisée Kaituozhe 1 (KT-1), est développée au début des années 2000 par CASIC. Long de 13,6 m. pour un diamètre de 1,4 m., il peut placer une charge utile de 50 kg sur une orbite héliosynchrone. Deux lancements, réalisés en 2002 et 2003, sont des échecs et le projet est arrêté. CASIC étudie une version KT-2 d'un diamètre de 1,7 m.  mais celle-ci n'est jamais développée. En 2002 un des établissements de CASIC, la 8e Académie (appelé également Groue Sanjiang ou Base 066) remporte un appel d'offres pour le développement d'un missile antibalistique doté d'une tête cinétique. Ce missile, baptisé KT-408 comporte trois étages à propergol solide et un étage propulsé par un moteur-fusée à ergols liquides. Il est lancé depuis un camion porteur WS2500 TEL et peut placer une charge utile de 100 kg sur une orbite héliosynchrone de 700 km. Trois vols sont réalisés en 2005, 2006 et 2007. Le dernier tir parvient à détruire un satellite météorologique Fengyun 1C retiré du service. 
Kuaizhou-1A est le troisième lanceur à propergol solide développé par CASIC. Selon cette société Kuaizhou est conçu pour permettre des lancements avec un délai de réaction court. Le développement commence en 2009 et serait largement basé sur la technologie du missile antibalistique KT-408 mais avec un diamètre porté à 1,7 mètre. Ce projet fait partie du célèbre Programme 863 (en) consacré à la recherche et au développement dans des domaines à haute technologie comprenant notamment les missiles antibalistiques, les missiles de défense et la vol spatial habité (Projet 921). Le premier lancement a lieu le 25 septembre 2013. La charge utile est un satellite d'observation de la Terre Kuaizhou 1 doté d'une caméra avec une résolution de 1,2 mètre. Le satellite est placé sur une orbite héliosynchrone (90,15°) basse (276 x 293 km) puis effectue différentes manœuvres au cours des mois suivants pour se maintenir en orbite avant de monter sur une orbite de 300 x 306 km en septembre 2013. Un deuxième lancement a lieu en novembre 2014. 
Le 1er avril 2020, Taobao, la plus grande plate-forme d'enchères en ligne de Chine, a annoncé la vente d'un lancement de cette fusée pour « seulement 45 millions de yuans (5,8 millions de dollars) ».

## Projets de développement
Une version KT-2A utilisant deux propulseurs d'appoint de 1,4 mètre de diamètre et le second étage du missile balistique DF-41 est à l'étude ainsi qu'une variante qui pourrait être lancée depuis un avion.

## Caractéristiques techniques
Kuaizhou-1A comporte trois étages à propergol solide et un quatrième étage à propergol liquide qui reste solidaire de la charge utile. Le diamètre du premier étage est de 1,7 mètre et celui des étages supérieurs est 1 mètre. La longueur hors tout du lanceur est 22,3 m et sa masse est d'environ 30–32 tonnes. Le fait de rendre le dernier étage et le satellite solidaire présente selon CASIC plusieurs avantages, : 
- Le système de pilotage et de navigation de ce dernier étage ainsi que le système de propulsion servent à la fois à la mise en orbite et aux manœuvres du satellite lorsqu'il est opérationnel.
- Les ergols qui subsistent à l'issue du lancement peuvent être utilisés par la suite pour les manœuvres du satellite en orbite
- Il n'est plus nécessaire de disposer d'un adaptateur et d'un système de séparation entre le dernier étage et le satellite.

Le lancement peut s'effectuer après une préparation de quelques jours. Le lanceur est transporté sur un véhicule porteur développé à partir de la série de poids lourds Wanshan (en) eux-mêmes développés à partir de la famille de camions soviétiques MAZ-543 mais avec un moteur diesel et une transmission d'origine allemande. Une version de ce camion porteur est utilisée pour le lancement des missiles balistiques DF-21.

## Lancements
| N° | Date (UTC) | Version | Base de lancement | Charge utile                            | Orbite                | Référence NSSDC     | Remarques                                                      |
| -- | ---------- | ------- | ----------------- | --------------------------------------- | --------------------- | ------------------- | -------------------------------------------------------------- |
| 2  | 25/9/2013  | 1       | Jiuquan           | Kuaizhou-1                              | Orbite héliosynchrone | 2013-053A           | Satellite de surveillance des catastrophes                     |
| 3  | 21/11/2014 | 1       | Jiuquan           | Kuaizhou-2                              | Orbite héliosynchrone | 2014-073A           | Satellite de surveillance des catastrophes                     |
| 4  | 09/01/2017 | 1A      | Jiuquan           | Lingqiao 1-03 Xingyun Shiyan 1 Kaidun 1 | Orbite héliosynchrone | 2017-002B           | Satellite d'observation                                        |
| 5  | 29/9/2018  | 1A      | Jiuquan           | Centispace 1-S1                         | Orbite héliosynchrone | 2018-075A           |                                                                |
| 6  | 30/08/2019 | 1A      | Jiuquan           | KX-09                                   | Orbite héliosynchrone | 2019-058B           |                                                                |
| 7  | 13/11/2019 | 1A      | Jiuquan           | Jilin-1 High Resolution-02A             | Orbite héliosynchrone | 2019-075A           | Satellite d'observation                                        |
| 8  | 17/11/2019 | 1A      | Jiuquan           | KL-Alpha A/B                            | Orbite basse          | 2019-077A 2019-077B | Satellite de télécommunications                                |
| 9  | 07/12/2019 | 1A      | Taiyuan           | Jilin-1 High Resolution-02B             | Orbite héliosynchrone | 2019-086A           | Satellite d'observation                                        |
| 10 | 07/12/2019 | 1A      | Jiuquan           | HEAD-2A/B TY-16/17 Tianqi-4A/B          | Orbite héliosynchrone | 2019-087            |                                                                |
| 11 | 16/01/2020 | 1A      | Jiuquan           | Yinhe-1                                 | Orbite basse          | 2020-004A           | Satellite de télécommunications                                |
| 12 | 12/05/2020 | 1A      | Jiuquan           | Xingyun 2-01 et 2-02                    | Orbite basse          | 2020-028A 2020-028B | Satellites de télécommunications                               |
| 13 | 12/09/2020 | 1A      | Jiuquan           | Jilin-1 Gaofen-02C                      | Orbite héliosynchrone |                     | Satellite d'observation Échec                                  |
| 14 | 27/09/2021 | 1A      | Jiuquan           | Jilin-1 Gaofen-02D                      | Orbite héliosynchrone | 2021-086A           | Satellite d'observation                                        |
| 15 | 27/10/2021 | 1A      | Jiuquan           | Jilin-1 Gaofen-02F                      | Orbite héliosynchrone | 2021-097A           | Satellite d'observation                                        |
| 16 | 24/11/2021 | 1A      | Jiuquan           | Shiyan-1                                | Orbite héliosynchrone | 2021-112A           | Satellite de développement de technologie                      |
| 17 | 15/12/2021 | 1A      | Jiuquan           | GeeSAT-1A & 1B                          | Orbite héliosynchrone |                     | Satellite de navigation Échec                                  |
| 18 | 22/06/2022 | 1A      | Jiuquan           | Tianxing 1                              | Orbite basse          | 2022-066A           |                                                                |
| 19 | 23/08/2022 | 1A      | Xichang           | CX 16A / CX 16B                         |                       | 2022-102A 2022-102B |                                                                |
| 20 | 06/09/2022 | 1A      | Jiuquan           | CentiSpace-1 S3 / CentiSpace-1 S4       |                       | 2022-108A 2022-108B |                                                                |
| 21 | 24/09/2022 | 1A      | Taïyuan           | Shiyan-14 / Shiyan-15                   |                       | 2022-118            |                                                                |
| 22 | 22/03/2023 | 1A      | Jiuquan           | Tianmu-1 03 à 06                        | Orbite héliosynchrone | 2023-039A à D       | Satellites météorologiques                                     |
| 23 | 09/06/2023 | 1A      | Jiuquan           | Longjiang 3                             | ?                     | 2023-082A           | Démonstrateur technologique de satellite de télécommunications |
| 24 | 20/07/2023 | 1A      | Jiuquan           | Tianmu-1 07 à 10                        | Orbite héliosynchrone | 2023-101A à D       | Satellites météorologiques                                     |
| 25 | 14/08/2023 | 1A      | Xichang           | Head-3-A à E                            | Orbite basse          |                     |                                                                |
| 26 | 25/12/2023 | 1A      | Jiuquan           | Tianmu-1 11 à 14                        | Orbite héliosynchrone | 2023-205A à D       | Satellites météorologiques                                     |
| 27 | 27/12/2023 | 1A      | Jiuquan           | Tianmu-1 19 à 22                        | Orbite héliosynchrone | 2023-208A à D       | Satellites météorologiques                                     |
| 28 | 5/01/2024  | 1A      | Jiuquan           | Tianmu-1 15 à 18                        | Orbite héliosynchrone | 2024-004A à D       | Satellites météorologiques                                     |
| 29 | 11/01/2024 | 1A      | Jiuquan           | Tianxing 1-02                           | Orbite basse          | 2024-008A           |                                                                |
| 30 | 23/09/2024 | 1A      | Xichang           | Tianqi 29 à 32                          | Orbite basse          |                     | Satellites de télécommunications                               |
| 31 | 23/09/2024 | 1A Pro  | Xichang           | Haishao-1                               | Orbite basse          |                     | Satellite radar d'observation                                  |